# Селиверстов, Кузьма Егорович
Кузьма Егорович Селиверстов (14 ноября 1913, дер. Ольхи, Тульская губерния, Российская империя — 15 октября 1941, близ Таганрога, Ростовская область, СССР) — Герой Советского Союза, старший лейтенант авиации.

## Биография
Родился 14 ноября 1913 года в деревне Ольхи ныне Плавского района Тульской области в семье крестьянина. Русский.
Рано оставшись сиротой, уехал в город Москву к старшей сестре. Здесь окончил 6 классов, работал на строительстве первой очереди Московского метрополитена. Занимался в аэроклубе Метростроя у инструктора Вячеслава Кротевича.
В 1936 году был призван в Красную Армию и направлен для прохождения службы в воздушно-десантные войска. Написал наркому обороны письмо с просьбой определить в лётное училище и был переведён в лётное училище. Окончил Чкаловскую (Оренбургскую) военную школу лётчиков. Службу проходил в истребительном полку на юге страны. В 1940 году вступил в ВКП(б).
Начало Великой Отечественной войны встретил в должности командира звена 55-го истребительного авиационного полка на аэродроме Бельцы (Молдавия). С первых дней участвовал в воздушных боях. Летал на «МиГ-3».
К августу 1941 года лейтенант Кузьма Селиверстов совершил 132 боевых вылета, в воздушных боях лично сбил 5 и в группе 2 самолёта противника и был представлен к присвоению звания Герой Советского Союза. В августе получил звание старшего лейтенанта и принял командование эскадрильей. Два раза был сбит, но возвращался в часть.
15 октября 1941 года, возвращаясь с боевого задания, вступил в бой с четвёркой Ме-109 в районе города Таганрога. Сбил один самолёт, но и сам был подбит. При заходе на посадку был расстрелян гитлеровскими лётчиками.
К этому времени выполнил 170 боевых вылетов, участвовал в 60 воздушных боях, сбил 9 вражеских самолётов лично и 2 в группе с товарищами.
Указом Президиума Верховного Совета СССР «О присвоении звания Героя Советского Союза начальствующему и рядовому составу Красной Армии» от 27 марта 1942 года за «образцовое выполнение боевых заданий командования и проявленные при этом отвагу и геройство» удостоен посмертно звания Героя Советского Союза.
Похоронен на месте последнего боя, в селе Султан-Салы Мясниковского района Ростовской области.

## Память
- В середине 1950-х годов, по инициативе А. И. Покрышкина, на могиле Героя в селе Султан Салы был установлен памятник с барельефом лётчика, одна из улиц села носит его имя[2].
- Его имя помещено на стелах в городе Тула и у холма Славы возле города Плавск, также оно было присвоено пионерским дружинам во многих школах Ростовской области.
- Герою посвящено стихотворение Х. Наирян «Памяти К. Е. Селиверстова»:

Отважный летчик в битве пал,

Рукой врага сражён,

И вечным памятником стал

Для будущих времён.

Звездой скатился он с небес,

Тому свидетель — Бог.

Но средь живущих не исчез,

Отдав им всё, что смог.

Он у армянского села

Под ивою стоит,

И мать сыночка обрела,

Хотя досель грустит.

И рвётся в небо обелиск

Над золотой землёй…

Идя на бой, идя на риск,

России сын — живой.

- Его именем назван истребитель Су-27П 689 ИАП морской авиации Балтийского флота